# 欧洲高速公路

道路标识

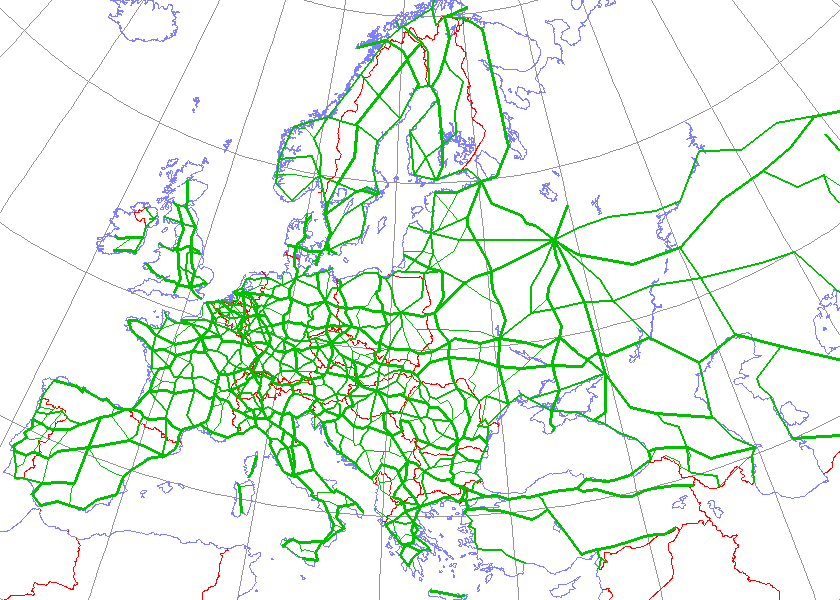
欧洲高速公路

欧洲高速公路是欧洲国家的国际道路网，也被称作欧洲路网。此道路网络跨越国界，包括欧盟国家、欧洲委员会参加国以及哈萨克斯坦等位于中亚的联合国欧洲经济委员会成员国。
欧洲高速公路以E字母起首编号，在大部分欧洲国家的欧洲高速公路路段皆设有统一的E字编号标识，这些标识树立在高速公路以及附近路口上。有些国家（如瑞典）在其国內完全采用欧洲道路编号，而在英国則是没有设置任何欧洲道路编号标识，爱尔兰直到最近才开始计划设置一定的E字母编号指示标志。诸如此类的道路编号标识方法尚未统一。
其他大陆也有类似的国际公路网络，例如泛亚公路，泛美公路等等。

## 路线编号
路线编号的決定是由1975年的欧洲经济委员会作出的，并在1992年进行了修正。作为干线的A级道路编号是两位数，而作为地方线的B级的道路编号则是三位数。但是也有例外，例如下面的规则：
- 南北方向的道路按两位数编号，靠西的数字较小。参考道路两位编码，以5结尾。
- 东西方向的道路按两位数编号，靠北的数字较小。参考道路两位编码，以0结尾。
- 中部道路中，南北向道路使用奇数，东西向道路使用偶数。（也就是说南北方向15～25之间的道路的话，从北到南依次按照17、19、21、23来分配。）
- B级道路的情况下采取三位数编号，百位采用距离最近的东西方向道路的十位数的数字，十位采用距离最近的南北方向的道路的十位数数字、个位数按顺序排列分配。（例如：某条路最近的东西道路是E40号线、最近的南北道路是E49号线，那么这条路就按照E44x来编号。x按照顺序编号填入得到E441、E442･･･。）

不过，由于欧洲的幅员东西向较长，101到129号的奇数编号也用于A级线路。101E线以西的B级的线路则用001到099来编号。

### 例外
由于纳入欧洲高速公路的线路比最初决定命名规则时预想的要多，因此出现了很多例外的情况。
E47和E55号两条A级线路出于对挪威和瑞典特殊情况的考虑，认可其编号的例外，变更为了E4、E6号线路。之所以认可这样例外是由于线路比较长，编号变更的实际费用较大，且与该地区的公路网络有很密切的联系。变更之后，瑞典和挪威能将这两条线路作为本国路网线路以相同的标识进行统一管理。因为线路是南北走向，本来应该是按照奇数数字来编号，由于这两条线是从斯堪的纳维亚半岛经过丹麦连接欧洲本土而进行了这样的编号。
除此以外也还有一些其他的特殊情况，由于很难管理和维持编号规则，只有在扩大线路网络时才允许例外出现，UNECE（欧洲经济委员会）不进行其他不必要的编号变更。

## 标识
- 一般来说，欧道标识均为绿底白字编号。

- 瑞典、挪威和丹麦已将欧道整合为其国家公路网，意味着三国没有除此之外另立国家公路编号标准。
- 比利时则把欧道识和正式公路网相关联，即便国内有其他等级道路作为欧道。这意味着只有公路路段上设置了欧道标识，比利时的欧道也只对应公路路段，而非公路路段择只有国家级标识（如有）。在公路路段上，欧道作为标准编号指向新闻简报而不是国家编号。塞尔维亚和意大利也有类似情况。
- 在大多数国家，欧道路网置于国家路网之上。绿色标识惯常显示如何跟随道路，但不常显示如何抵达。
- 克罗地亚、保加利亚、阿尔巴尼亚等国虽然标识欧道，但有时跟随旧路线，而不是新建的高速公路。
- 德国和希腊等国，欧道标识只在高速公路或干线公路上标识。
- 在爱尔兰，欧道标识由交通部发布的2010年交通标识手册第2章指定，并指明欧道标识只作为路线确认标识。[1]
- 英国[2]等少数欧洲国家，及很多涉及路段的亚洲国家，例如乌兹别克斯坦，则完全不标识欧道。

## 公路及编号

### A类道路

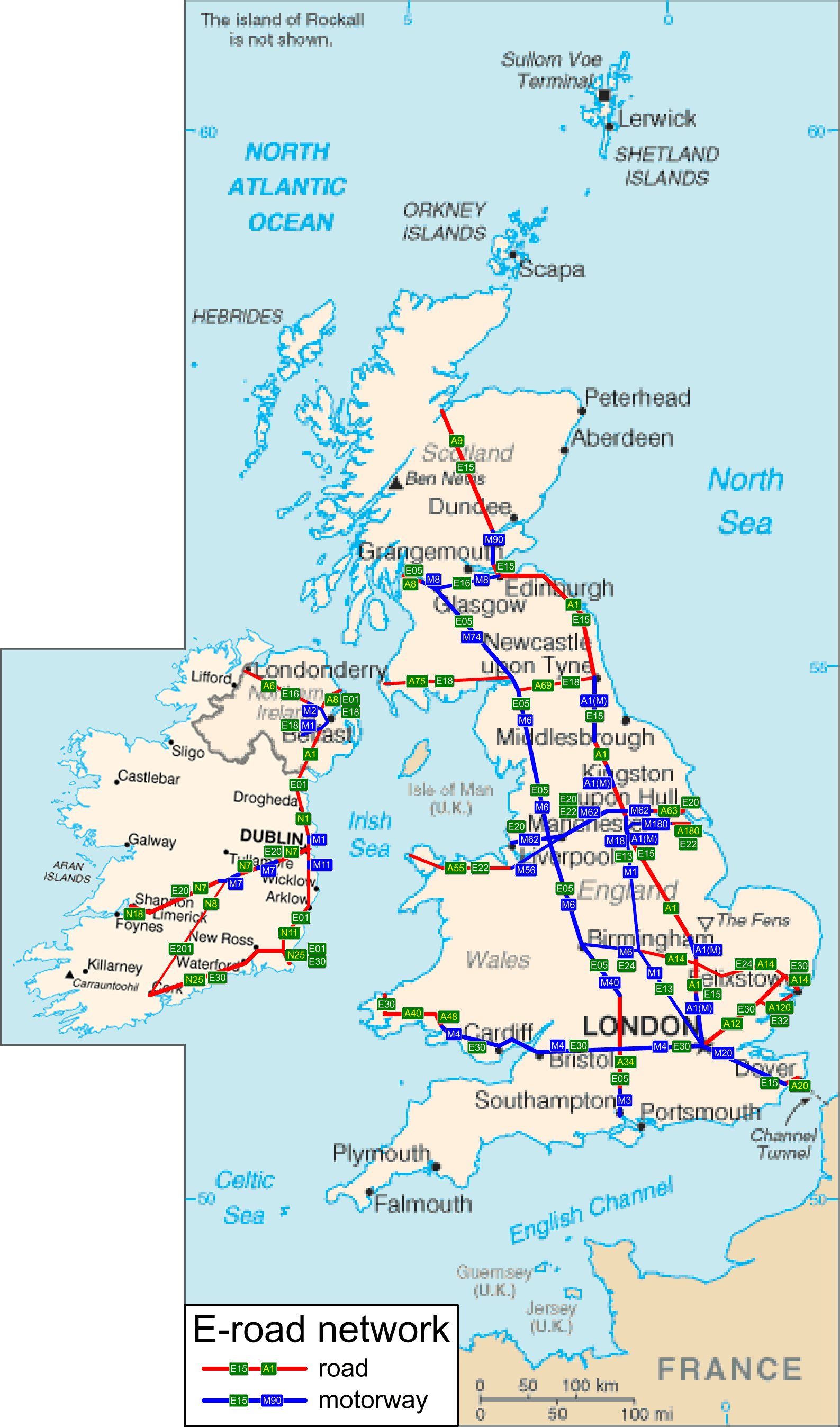
英国及爱尔兰共和国的欧洲高速公路网

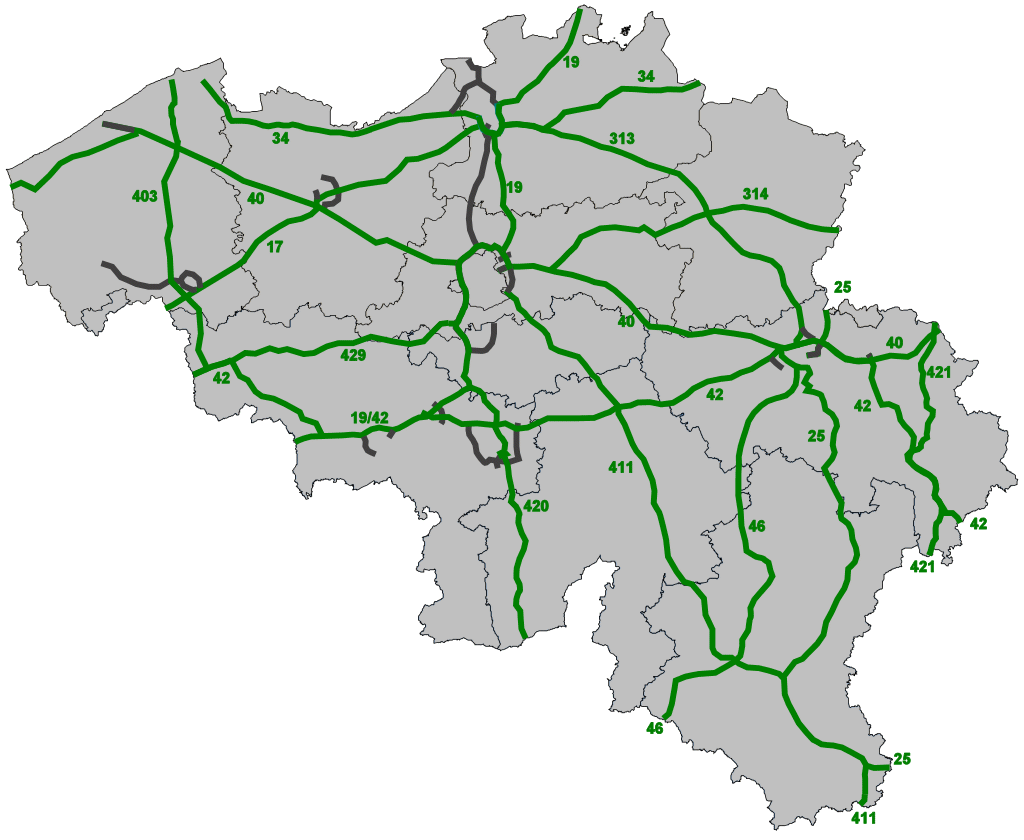
比利时的欧洲高速公路网

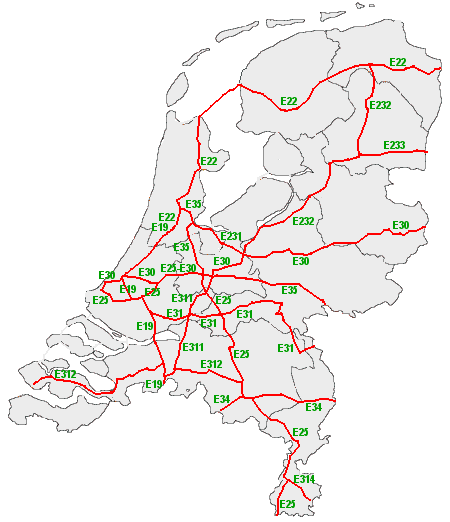
荷兰的欧洲高速公路网

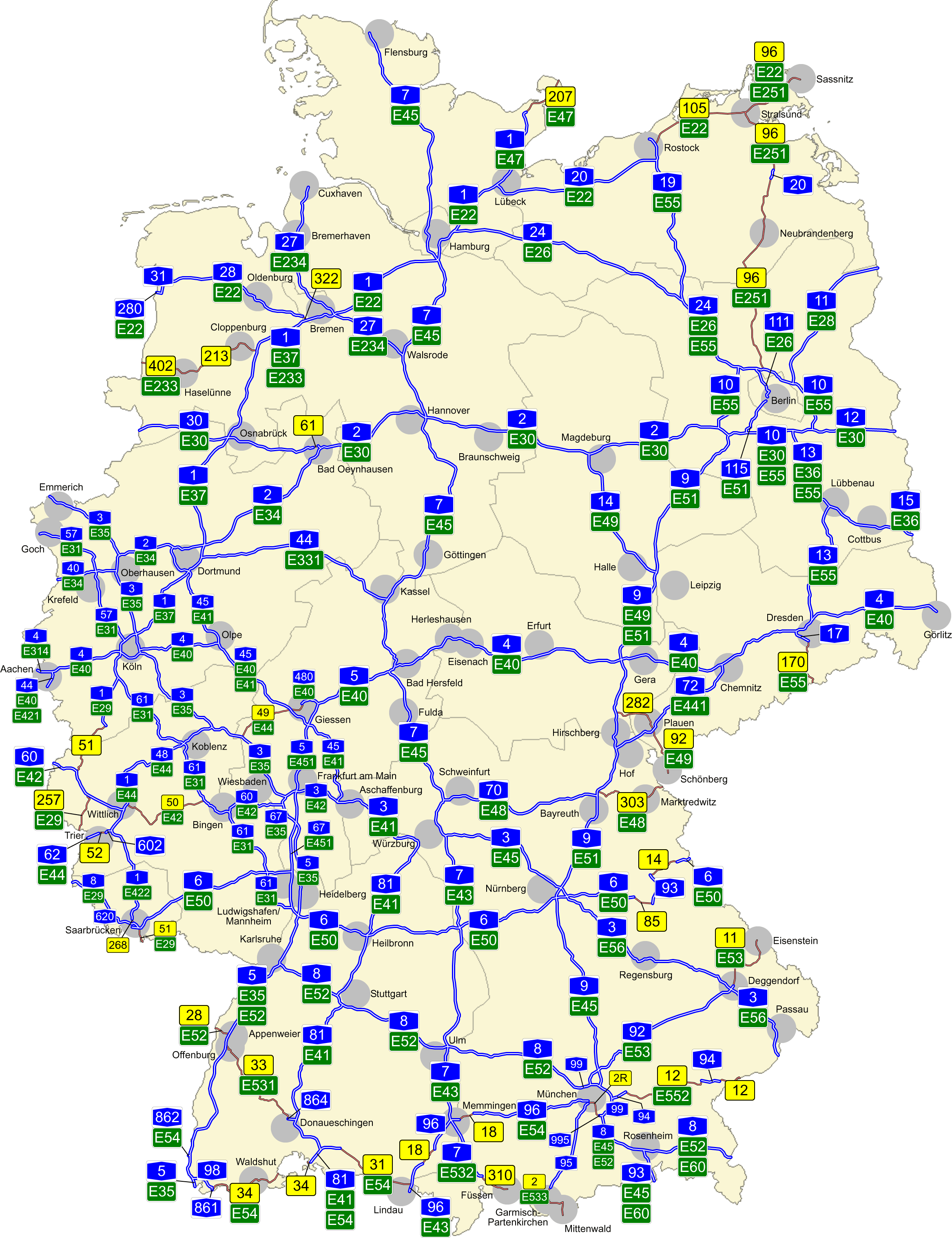
德国的欧洲高速公路网

愛沙尼亞的歐洲高速公路網與主要道路

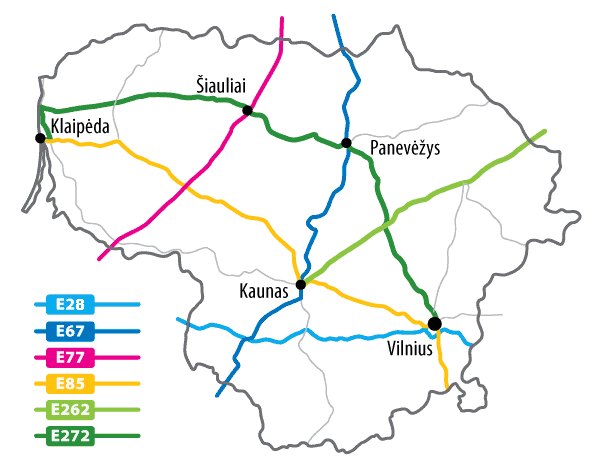
立陶宛的歐洲高速公路網

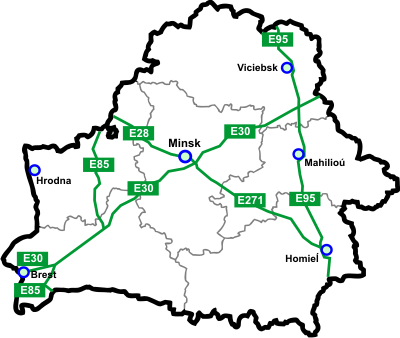
白俄罗斯的欧洲高速公路网

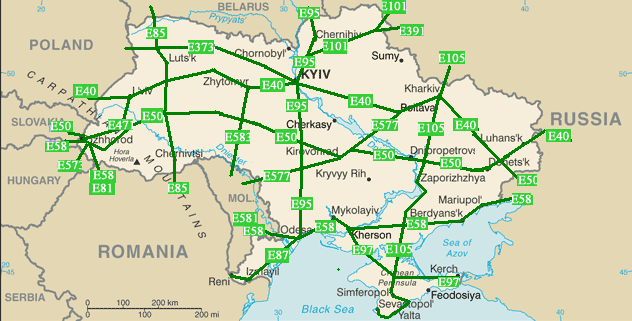
烏克蘭公路

波兰的欧洲高速公路网

罗马尼亚的欧洲高速公路网

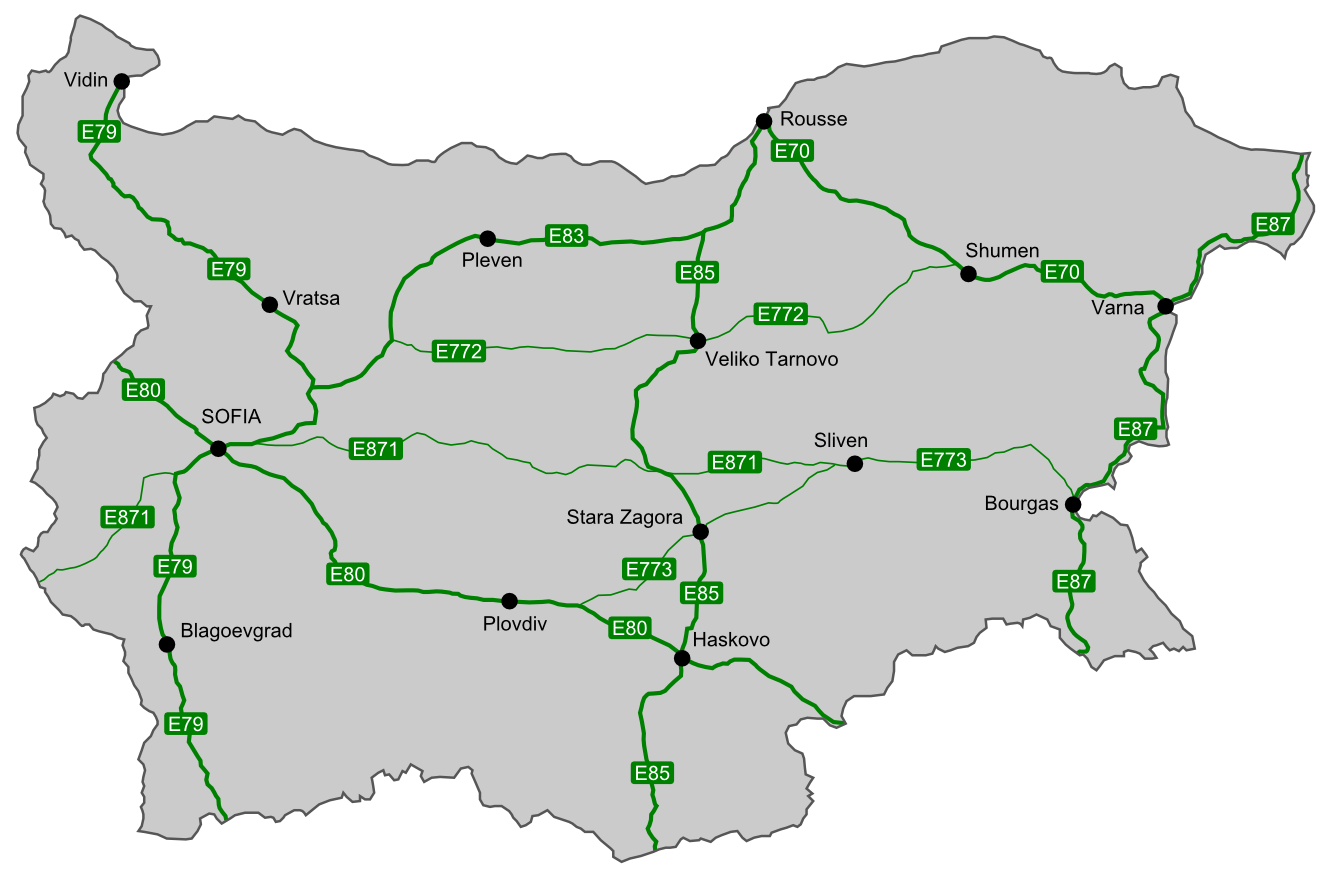
保加利亚的欧洲高速公路网

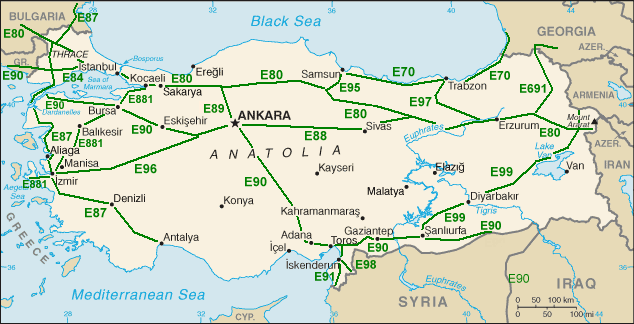
土耳其的欧洲高速公路网

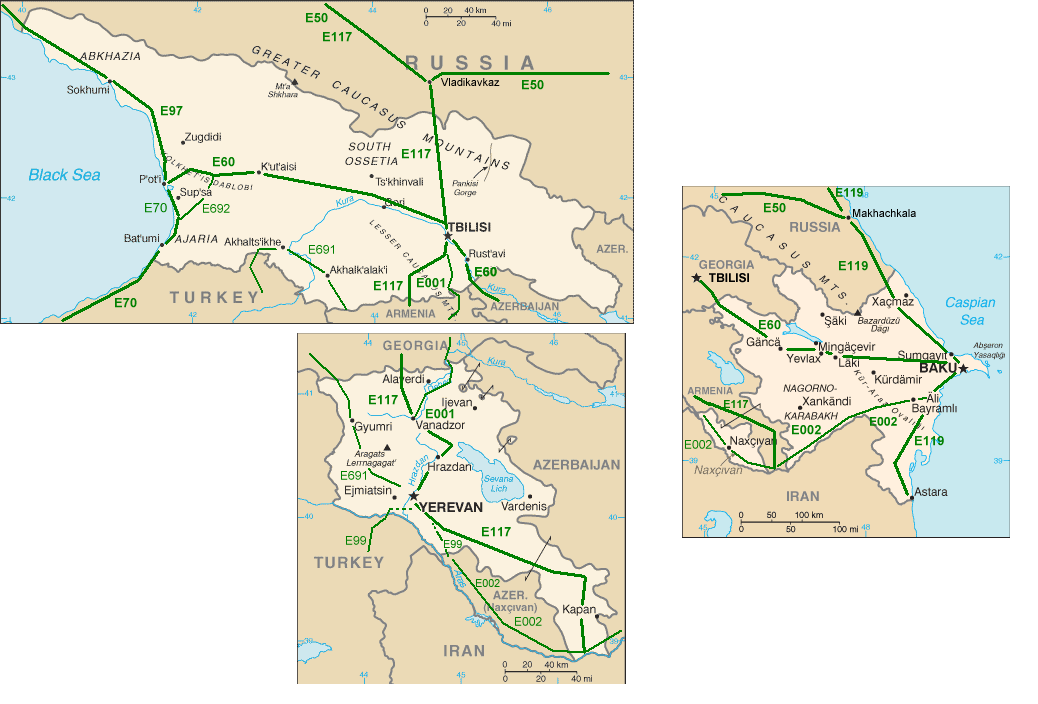
格鲁吉亚、亚美尼亚、阿塞拜疆境內的欧洲高速公路网。請注意亞美尼亞和阿塞拜疆邊境由於亞美尼亞-阿塞拜疆關係持續緊張而關閉

格魯吉亞的歐洲高速公路網詳圖

#### 南北向主干道
- – 2,960 km（1,840 mi）：格里诺克至阿尔赫西拉斯
- - 3,590 km（2,230 mi）：印威內斯至阿尔赫西拉斯
- - 1,830 km（1,140 mi）：荷蘭角港至巴勒莫
- – 1,660 km（1,030 mi）：阿姆斯特丹至罗马
- - 5,190 km（3,220 mi）：阿尔塔镇至杰拉
- - 2,920 km（1,810 mi）：赫尔辛堡至卡拉马塔（E4曾是该路线的一部分旧编号）
- - 3,800 km（2,400 mi）：马尔默至哈尼亚
- - 4,340 km（2,700 mi）：瓦尔德镇至锡蒂亚
- - 2,300 km（1,400 mi）：克莱佩达至亞歷山德魯波利斯
- - 1,790 km（1,110 mi）：圣彼得堡至梅爾濟豐
- - 850 km（530 mi）：莫斯科至基輔
- - 3,770 km（2,340 mi）：希尔克内斯至雅尔塔
- - 1,730 km（1,070 mi）：雅罗斯拉夫尔至新罗西斯克
- - 1,050 km（650 mi）：矿水城至梅格里
- - 2,630 km（1,630 mi）：莫斯科至阿斯塔拉
- - 2,700 km（1,700 mi）：萨马拉至 与 伊朗邊界
- - 2,840 km（1,760 mi）：车里雅宾斯克至潘集波永（英语：Panji Poyon）
- - 2,600 km（1,600 mi）：伊希姆至 中国与 边境吐尔尕特山口
- - 1,330 km（830 mi）：鄂木斯克至 中国和 边境迈哈布奇盖（英语：Maykapshagay）（中方一侧为吉木乃口岸）

#### 東西向主干道
- - 880 km（550 mi）：奥镇至呂勒奧
- - 1,880 km（1,170 mi）：香农镇（英语：Shannon, County Clare）至圣彼得堡
- - 6,050 km（3,760 mi）：科克至鄂木斯克
- - 8,690 km（5,400 mi）：加来至里德
- - 5,100 km（3,200 mi）：布雷斯特至馬哈奇卡拉
- - 8,200 km（5,100 mi）：布雷斯特至 中国与 边境伊尔克什坦口岸
- - 4,550 km（2,830 mi）：拉科魯尼亞至波蒂
- - 5,600 km（3,500 mi）：里斯本至 土耳其与 伊朗边境
- - 4,770 km（2,960 mi）：里斯本至 土耳其与 伊拉克边境

#### 南北向次干道
- - 1,460 km（910 mi）：拉恩至塞维利亚
- - 470 km（290 mi）：瑟堡-奥克特维尔至拉罗谢尔
- 尽管E4和E6地理上是南北走向，但被分类为东西走向线路
- – 250 km（160 mi）：波城至萨拉戈萨
- – 967 km（601 mi）：奥尔良至巴塞罗那
- – 540 km（340 mi）：维耶尔宗至蒙彼利埃
- – 230 km（140 mi）：利兹至倫敦
- – 670 km（420 mi）：安特卫普至博讷
- – 520 km（320 mi）：阿姆斯特丹至巴黎
- – 540 km（340 mi）：梅斯至日内瓦
- – 390 km（240 mi）：梅斯至洛桑
- – 350 km（220 mi）：贝尔福至奥斯塔
- – 290 km（180 mi）：科隆至E25（往斯特拉斯堡）
- – 520 km（320 mi）：鹿特丹至路德维希港
- – 100 km（62 mi）：帕爾馬至拉斯佩齐亚
- – 290 km（180 mi）：不来梅至科隆
- – 1,330 km（830 mi）：特隆赫姆至奥尔堡
- – 760 km（470 mi）：多特蒙德至阿爾特多夫
- – 510 km（320 mi）：维尔茨堡至貝林佐納
- – 290 km（180 mi）：赫尔辛堡至吕贝克（挪威和瑞典境内大多数E6实际上是该路线的一部分，但保留旧编号）
- – 740 km（460 mi）：马格德堡至維也納
- – 410 km（250 mi）：柏林至纽伦堡
- – 270 km（170 mi）：比尔森至慕尼黑
- – 380 km（240 mi）：萨特莱特至卢布尔雅那
- – 660 km（410 mi）：布拉格至萨格勒布
- – 240 km（150 mi）：菲拉赫至里耶卡
- – 1,110 km（690 mi）：索丹屈莱至圖爾庫
- – 1,630 km（1,010 mi）：赫尔辛基至布拉格，也被称为“波罗的海大道”
- – 130 km（81 mi）：北角至欧德峡湾
- – 970 km（600 mi）：科希策至斯普利特
- – 710 km（440 mi）：布达佩斯至梅特科維奇
- – 1,690 km（1,050 mi）：普斯科夫至布达佩斯
- – 1,160 km（720 mi）：米什科尔茨至塞萨洛尼基
- – 990 km（620 mi）：穆卡切沃至康斯坦察
- – 250 km（160 mi）：比亞拉至索菲亞
- – 2,030 km（1,260 mi）：敖德薩至安塔利亚
- – 130 km（81 mi）：蓋雷代至安卡拉
- – 170 km（110 mi）：托普拉克卡莱（英语：Toprakkale (castle)）至土耳其与 叙利亚边境
- – 1,150 km（710 mi）：赫尔松至塞納基
- – 750 km（470 mi）：尚勒烏爾法至萨达拉克

#### 東西向次干道
- – 1,590 km（990 mi）：赫尔辛堡至托尔尼奥（地理上是南北走向，但被分类为东西走向。本应作为E55的一部分，但保留旧编号）
- – 3,120 km（1,940 mi）：特雷勒堡至希尔克内斯（大部分路段是南北走向，但被分类为东西走向。赫尔辛堡-阿尔塔段本应作为E47的一部分，但保留旧编号）
- – 1,410 km（880 mi）：特罗姆瑟至圖爾庫
- – 910 km（570 mi）：摩城至赫尔辛基
- – 449 km（279 mi）：特隆赫姆至松茲瓦爾
- – 710 km（440 mi）：德里至耶夫勒
- – 1,890 km（1,170 mi）：克雷加文至圣彼得堡
- – 5,320 km（3,310 mi）：霍利希德至伊希姆
- – 230 km（140 mi）：伯明翰至伊普斯威奇
- – 280 km（170 mi）：汉堡至柏林
- – 1,230 km（760 mi）：柏林至明斯克
- – 30 km（19 mi）：科尔切斯特至哈維奇
- – 470 km（290 mi）：泽布吕赫至巴特恩豪森
- – 220 km（140 mi）：柏林至萊格尼察
- – 3,400 km（2,100 mi）：格盧霍夫至奇姆肯特
- – 620 km（390 mi）：敦刻尔克至阿沙芬堡
- – 780 km（480 mi）：勒阿弗尔至吉森
- – 720 km（450 mi）：瑟堡-奥克特维尔至列日
- – 350 km（220 mi）：施韦因富特至布拉格
- – 520 km（320 mi）：斯特拉斯堡至萨尔茨堡
- – 860 km（530 mi）：巴黎至慕尼黑
- – 310 km（190 mi）：纽伦堡至薩特勒特
- – 2,200 km（1,400 mi）：維也納至顿河畔罗斯托夫
- – 1,290 km（800 mi）：南特至热那亚
- – 240 km（150 mi）：都灵至布雷西亚
- – 650 km（400 mi）：福尔泰扎至塞克什白堡
- – 510 km（320 mi）：塞格德至布拉索夫
- – 250 km（160 mi）：波尔多至圖盧茲
- – 240 km（150 mi）：尼斯至亚历山德里亚
- – 80 km（50 mi）：比萨至佛罗伦萨
- – 270 km（170 mi）：格罗塞托至法諾
- – 380 km（240 mi）：波爾圖至托德西利亚斯
- – 150 km（93 mi）：凱尚至錫利夫里
- – 200 km（120 mi）：克莱斯塔罗皮吉（希腊语：Κρυσταλλοπηγή Φλώρινας）至杰费拉（英语：Gefyra, Arcadia）
- - 640 km（400 mi）：安卡拉至雷法希耶
- – 320 km（200 mi）：伊古迈尼察至沃洛斯
- – 110 km（68 mi）：科林斯至新环城高速（希腊语：Αττική Οδός）（埃莱夫西纳-雅典郊区-马可波罗梅索加斯）
- – 440 km（270 mi）：伊茲密爾至錫夫里希薩爾
- – 60 km（37 mi）：伊斯坦堡至土耳其与 叙利亚边境

### B类道路
- – 460 km（290 mi）：海于格松至瓦斯姆
- – 176 km（109 mi）：奥勒松至多夫勒
- – 170 km（110 mi）：科克至莱伊什港
- – 40 km（25 mi）：阿姆斯特丹至阿默斯福特
- – 172 km（107 mi）：阿默斯福特至格罗宁根
- – 132 km（82 mi）：霍赫芬至克洛彭堡
- – 162 km（101 mi）：库克斯港至瓦尔斯罗德
- – 281 km（175 mi）：萨斯尼茨至柏林
- – 350 km（220 mi）：希維切至弗罗茨瓦夫
- – 417 km（259 mi）：考那斯至奧斯特羅夫
- – 280 km（170 mi）：塔林至卢哈马
- – 340 km（210 mi）：約赫維至因初康斯
- – 60 km（37 mi）：塔林至卡珀尔谢尔（瑞典语：Kapellskärs hamn）
- – 296 km（184 mi）：明斯克至戈梅利（曾起始自克莱佩达至维尔纽斯）
- – 380 km（240 mi）：克莱佩达至维尔纽斯
- – 67 km（42 mi）：布雷达至乌得勒支
- – 160 km（99 mi）：弗利辛恩至埃因霍温
- – 112 km（70 mi）：安特卫普至列日
- – 125 km（78 mi）：鲁汶至亚琛
- – 150 km（93 mi）：多特蒙德至卡塞尔
- – 358 km（222 mi）：拉多姆至普雷绍夫
- – 367 km（228 mi）：华沙至利沃夫
- – 590 km（370 mi）：卢布林至基辅
- – 160 km（99 mi）：特罗斯纳（俄语：Тросна (Орловская область)）至格盧霍夫
- – 200 km（120 mi）：圣布里厄至卡昂
- – 425 km（264 mi）：加来至勒芒
- – 96 km（60 mi）：泽布吕赫至图尔奈
- – 0 km（0 mi）：亚贝克至泽布吕赫（道路从未修建）
- – 270 km（170 mi）：布鲁塞尔至梅斯
- – 187 km（116 mi）：尼韦勒至兰斯
- – 153 km（95 mi）：艾纳滕（法语：Eynatten）至卢森堡
- – 82 km（51 mi）：特里尔至萨尔布吕肯
- – 65 km（40 mi）：图尔奈至哈勒
- – 110 km（68 mi）：开姆尼茨至霍夫（E51）
- – 568 km（353 mi）：卡罗维发利至日利納
- – 125 km（78 mi）：吉森至曼海姆
- – 190 km（120 mi）：斯維塔維至维也纳
- – 310 km（190 mi）：布爾諾至克拉科夫
- – 210 km（130 mi）：穆卡切沃至利沃夫
- – 90 km（56 mi）：勒芒至昂热
- – 90 km（56 mi）：勒芒至图尔
- – 100 km（62 mi）：库特奈至特鲁瓦
- – 80 km（50 mi）：勒米尔蒙至米卢斯
- – 95 km（59 mi）：奥芬堡至多瑙埃兴根
- – 70 km（43 mi）：梅明根至菲森
- – 125 km（78 mi）：慕尼黑至因斯布鲁克
- – 110 km（68 mi）：捷克布杰约维采至洪波萊茨
- – 230 km（140 mi）：慕尼黑至林茨
- – 403 km（250 mi）：布拉迪斯拉发至科希策
- – 101 km（63 mi）：特倫欽至赫龍河畔日亞爾
- – 193 km（120 mi）：皮什珀克洛達尼至乌日霍罗德
- – 416 km（258 mi）：巴克烏至克拉約瓦
- – 95 km（59 mi）：布拉迪斯拉发至杰尔
- – 58 km（36 mi）：克卢日-纳波卡至代日（曾继续往比斯特里察至蘇恰瓦）
- – 75 km（47 mi）：普洛耶什蒂至布澤烏
- – 228 km（142 mi）：萨拉特尔（罗马尼亚语：Sărățel, Bistrița-Năsăud）至基基什
- – 100 km（62 mi）：格尔拜哈佐至拜赖格道罗茨
- – 441 km（274 mi）：默勒謝什蒂至敖德萨
- – 628 km（390 mi）：瑟伯瓦尼至日托米爾
- – 938 km（583 mi）：波尔塔瓦至斯洛博齊亞
- – 113 km（70 mi）：克拉斯诺达尔至朱布加
- – 61 km（38 mi）：尼奥尔至拉罗谢尔
- – 195 km（121 mi）：拉罗谢尔至桑特
- – 172 km（107 mi）：桑特至利摩日（曾继续往Sculeni（法语：Sculeni））
- – 128 km（80 mi）：图尔至维耶尔宗
- – 120 km（75 mi）：昂古莱姆至波尔多
- – 88 km（55 mi）：迪关至索恩河畔沙隆
- – 58 km（36 mi）：里昂至蓬丹
- – 54 km（34 mi）：伊夫雷亚至都灵
- – 106 km（66 mi）：沃格爾至萨尔茨堡
- – 73 km（45 mi）：蓬高地区阿尔滕马科特至利岑
- – 52 km（32 mi）：克拉根福至納克洛
- – 107 km（66 mi）：萊泰涅至托尔尼圣米克洛什
- – 447 km（278 mi）：巴拉顿凯赖斯图尔至泽尼察
- – 121 km（75 mi）：苏博蒂察至奧西耶克
- – 322 km（200 mi）：蒂米什瓦拉至薩圖馬雷
- – 103 km（64 mi）：盧戈日至伊利亞
- – 59 km（37 mi）：阿吉賈至卡尔达姆
- – 460 km（290 mi）：阿什塔拉克至霍拉桑
- – 113 km（70 mi）：苏普萨至薩姆特雷迪亞
- – 111 km（69 mi）：里昂至格勒诺布尔
- – 452 km（281 mi）：日内瓦至马赛
- – 92 km（57 mi）：瓦朗斯至格勒诺布尔
- – 117 km（73 mi）：奥朗日至马赛
- – 141 km（88 mi）：都灵至萨沃纳
- – 160 km（99 mi）：里耶卡至科佩尔
- – 742 km（461 mi）：比哈奇至扎耶查尔
- – 328 km（204 mi）：塞拉耶佛至境内
- – 348 km（216 mi）：贝尔格莱德至比耶洛波列
- – 225 km（140 mi）：德羅貝塔-塞維林堡至尼什
- – 258 km（160 mi）：亞布拉尼察至舒門
- – 273 km（170 mi）：波波维察至布爾加斯
- – 262 km（163 mi）：科英布拉至贝林
- – 599 km（372 mi）：布拉干薩至奧里基
- – 463 km（288 mi）：萨拉曼卡至塞维利亚
- – 292 km（181 mi）：毕尔巴鄂至萨拉戈萨
- – 124 km（77 mi）：法馬利康新鎮至查韋斯
- – 209 km（130 mi）：新托里什至瓜达
- – 36 km（22 mi）：罗马至圣切萨雷奥
- – 105 km（65 mi）：薩薩里至奇维塔韦基亚，终点在E80上
- – 38 km（24 mi）：阿韋利諾至薩萊諾
- – 257 km（160 mi）：那不勒斯至卡诺萨迪普利亚
- – 96 km（60 mi）：巴里至塔兰托
- – 24 km（15 mi）：斯佩扎诺阿尔巴内塞至锡巴里斯
- – 112 km（70 mi）：科森扎至克羅托內
- – 159 km（99 mi）：西奇尼亚诺德利亚尔布尔尼至梅塔蓬托（意大利语：Metaponto）
- – 38 km（24 mi）：圣欧费米亚拉默齐亚（意大利语：Sant'Eufemia Lamezia）至卡坦扎罗
- – 323 km（201 mi）：彼得罗瓦茨（英语：Petrovac, Budva）至普里什蒂纳
- – 29 km（18 mi）：奥赫里德至境内
- – 61 km（38 mi）：约阿尼纳至境内
- – 194 km（121 mi）：索非亚至库马诺沃
- – 550 km（340 mi）：伊兹密特至切什梅
- – 352 km（219 mi）：马德里至瓦倫西亞
- – 280 km（170 mi）：哈恩至马拉加
- – 672 km（418 mi）：梅里達至阿利坎特[來源請求]
- – 187 km（116 mi）：馬扎拉-德爾瓦洛至杰拉
- – 161 km（100 mi）：布翁弗内洛（意大利语：Buonfornello）至卡塔尼亞
- – 50 km（31 mi）：阿尔卡莫至特拉帕尼
- – 193 km（120 mi）：约阿尼纳至迈索隆吉翁
- – 247 km（153 mi）：Aktio至拉米亚
- – 101 km（63 mi）：特里波利斯至伊西翁
- – 51 km（32 mi）：埃莱夫西纳至底比斯
- – 403 km（250 mi）：阿菲永卡拉希萨尔至阿克萨赖-波贊特立交桥（在连接安卡拉和梅尔辛的国道上，属于E90）
- – 66 km（41 mi）：梅尔辛至塔尔苏斯东部立交桥（在连接安卡拉和阿达纳的高速公路上，属于E90）
- – 117 km（73 mi）：第比利斯至瓦纳佐尔
- – 481 km（299 mi）：阿利亚特至萨达拉克
- – 1,120 km（700 mi）：乌奇库杜克至阿什哈巴德
- – 700 km（430 mi）：克孜勒奧爾達至布哈拉（大部分路段未修建）
- – 154 km（96 mi）：古佐爾至撒馬爾罕
- – 298 km（185 mi）：艾尼至浩罕
- – 590 km（370 mi）：塔什干至 中国和 边境伊尔克什坦口岸
- – 970 km（600 mi）：杜尚别至 中国和塔吉克斯坦边境阔勒买口岸（参见帕米爾公路）
- – 666 km（414 mi）：拉克什至 阿富汗和塔吉克斯坦边境
- – 650 km（400 mi）：奧什至比什凯克
- – 179 km（111 mi）：科克别克至秋普
- – 360 km（220 mi）：阿拉木圖至 中国霍尔果斯市
- – 180 km（110 mi）：萨雷奥泽克至科克塔尔
- – 182 km（113 mi）：乌沙拉爾至多斯特克
- – 193 km（120 mi）：塔克斯肯至 中国和 边境巴克特（中方一侧为巴克图口岸）
- – 495 km（308 mi）：萨帕德诺耶至阿斯塔纳
- – 320 km（200 mi）：叶拉布加至乌法
- – 1,071 km（665 mi）：傑茲卡茲甘至乌斯佩诺夫卡（英语：Uspenovka, Kazakhstan）
- – 666 km（414 mi）：彼得罗巴甫尔至萨帕德诺耶

### 著名的欧洲高速公路
- E80公路与亚洲公路1号线（AH1）一起连通整个欧洲和亚洲，从里斯本至东京；
- 最长的路线是E40公路，长度超过8,500 km（5,300 mi），从法国连至哈萨克斯坦；
- 最短的路线是位于意大利卡拉布里亚大区的E844公路（英语：European route E844），长度仅22 km（14 mi）；
- 最北端路线是挪威北角的E69公路，71°10' N；
- 最西端路线是葡萄牙里斯本的E1公路，9°10' W；
- 最南端路线是希腊克里特的E75公路，35°6' N；
- 最东端路线是哈萨克斯坦迈哈布奇盖（英语：Maykapshagay）的E127公路，85°36' E；
- 海拔最高路线是塔吉克斯坦帕米爾高原的E008公路（英语：European route E008），海拔高达4,272米（14,016英尺）；
- 欧洲本土海拔最高路线是瑞士辛普朗山口的E62公路，海拔高达2,005米（6,578英尺）；
- 海拔最低路线是挪威Bømlafjord隧道的E39公路，位于海面下262米（860英尺）；
- 欧洲公路的最长桥是厄勒海峡大桥（连接丹麦和瑞典），属于E20公路，长度为7,845（25,738英尺）；
- 欧洲公路的最长隧道是洛达尔隧道（位于挪威），属于E16公路，长度为24,510（80,410英尺），是世界上最长的公路隧道。截止2015年，E16公路包含60座隧道，涵盖了挪威境内630 km（391 mi）路段的15%；
- E39公路包含9段轮渡；
- E39公路包含90座隧道，涵盖了挪威境内1,140 km（708 mi）路段的6%；